# Shaunette Renée Wilson
Pour les articles homonymes, voir Wilson.
 (mai 2020).
Si vous disposez d'ouvrages ou d'articles de référence ou si vous connaissez des sites web de qualité traitant du thème abordé ici, merci de compléter l'article en donnant les références utiles à sa vérifiabilité et en les liant à la section « Notes et références ».
Shaunette Renée Wilson est une actrice américaine d'origine guyanienne, née le 19 janvier 1990 à Linden, Guyana (Amérique du Sud).
Elle est surtout connue pour ses rôles dans Black Panther, Billions et A Kid Like Jake.
Elle est aussi connue pour avoir joué le Dr Mina Okafor dans la série The Resident.

## Biographie
Shaunette Renée Wilson est née le 19 janvier 1990 à Linden, Guyana (Amérique du Sud). Elle a grandi à New York dès l'âge de deux ans. Elle est la fille de Deberah et Wesley Wilson.
Elle a trois frères et sœurs : André, Serena et Synique.
Elle a fréquenté la Yale School of Drama. Elle a joué dans différentes pièces de théâtre de l'école, comme Cardboard Piano, Paradise Lost, The Seagull et The Children. Shaunette a reçu son diplôme en art dramatique et théâtre du Queens College.

## Filmographie
Sauf indication contraire, les informations mentionnées dans cette section peuvent être confirmées par la base de données cinématographiques IMDb,  présente dans la section « Liens externes ».

### Cinéma

#### Longs métrages
- 2018 : Black Panther de Ryan Coogler : Dora Milaje jeune
- 2023 : Indiana Jones et le Cadran de la destinée (Indiana Jones and the Dial of Destiny) de James Mangold : Mason
- 2025 : Karate Kid de Jonathan Entwistle : Mme Morgan

#### Court métrage
- 2018 : White Flags de Luke Harlan : Elle

### Télévision

#### Séries télévisées
- 2017 : Billions : Stephanie Reed
- 2018 - 2021 : The Resident : Dr Mina Okafor
- 2019 : Into the Dark : Marie